# 河名秀郎
河名 秀郎（かわな ひでお、1958年11月24日 - ）は、日本の実業家・篤農家。自然栽培と6次産業化の実践者。自然栽培全国普及会会長。ナチュラル・ハーモニー代表。映画『降りてゆく生き方』の原点にもなった本の著者でもある。また三好基晴博士と「菌匠会」を立ち上げ、天然菌の発酵醸造食を『発酵遺産』と命名して復活活動をしている。

## 人物
東京都世田谷区出身。芝学園高等学校卒業、姉が骨肉腫で亡くなったことから18歳の時に自然栽培に出会う。國學院大學卒業後に千葉の自然栽培農家で1年修行し、自然栽培野菜の引き売りを開始。1986年（昭和61年）、世田谷区下馬に八百屋を開店。ナチュラル・ハーモーニーを設立。1991年、港区青山にレストランを開店。2000年、衣食住学医を統合した『インターナチュラルガーデン・プランツ』を横浜市青葉区荏田に開業。2004年、個人宅配「ハーモニック・トラスト」をスタート。2005年、『ナチュラル＆ハーモニックスクール』を立ち上げ、ナチュラルライフ実践『五回連続セミナー』を開始。2007年、中央区銀座「ナチュラル＆ハーモニック銀座」・レストラン『日水土』を開業。2009年、埼玉県越谷市に｢ナチュラル＆ハーモニック レイクサイド｣をオープン。2011年、日水土塾開校・自然栽培全国普及会を発足。2016年からは、河名慎平とのイベント『自然栽培×漆器』も開催。

## 著書

### 単著
- 『世界で一番おいしい野菜』日本文芸社 ISBN 978-4537258844 （2011年11月28日）
- 『野菜の裏側―本当に安全でおいしい野菜の選び方』東洋経済新報社 ISBN 978-4492223048（2010年9月30日）
- 『ほんとの野菜は緑が薄い』日本経済新聞出版社（日経プレミアシリーズ新書） ISBN 978-4532260842（2010年7月9日）
- 『自然の野菜は腐らない』 朝日出版社 （カルチャー・スタディーズ） ISBN 978-4255004587（2009年2月27日）
- 降りてゆく生き方『日と水と土―ナチュラル&ハーモニックスタイルのすすめ』花書院　ISBN 978-4903554068（2007年3月）

### 共著
- 三好基晴『発酵遺産』[11]花書院 ISBN 978-4865610765 （2016年8月16日）
- 古沢広祐[12][13][14]・村山邦彦[15][16]『環境と共生する「農」：有機農法・自然栽培・冬期湛水農法（シリーズ・いま日本の「農」を問う）』ミネルヴァ書房 ISBN 978-4623073023（2015年4月15日）